# Marie (zangeres)
Marie, geboren als Marie-France Pierrette Georgette Dufour (Nancy, 8 augustus 1949 – Colombes, 18 oktober 1990) was een Franse zangeres.

## Biografie
Marie bracht in 1971 haar eerste 45-toerenplaatje uit, Souviens toi de moi. In 1972 bracht zij het album Marie uit. Marie werd in 1973 geselecteerd om Monaco te vertegenwoordigen op het Eurovisiesongfestival met het liedje Un train qui part. Ze eindigde hiermee op een gedeelde achtste plaats. Tot en met 1976 bracht ze verschillende singles op de markt, zoals in 1975 een cover van de Abba-hit S.O.S. Na 1976 nam het succes af. In 1988 probeerde zij een comeback te maken, zonder veel resultaat.
Aan het einde van de jaren tachtig kreeg Marie een longziekte. Hieraan overleed ze eind 1990 op 41-jarige leeftijd.